# 米婭·費素
米婭·韻妮·費素（英語：Mia Renee Fishel；2001年4月30日—）是一名美國職業女子足球員，司職前鋒，現時效力女子英超球會車路士，並代表美國參加國際比賽。 

## 早年生活
費素出生於加利福尼亚州聖地牙哥，她在當地青年球會聖地牙哥衝浪開始足球生涯，及後在Patrick Henry High School就讀高中，並參與了兩年的高中足球及籃球。

### UCLA棕熊隊
費素在加利福尼亚大学洛杉矶分校主修心理學，並參加了三年的大學足球，效力加州大學洛杉磯分校棕熊隊。她在大學首年即在例行賽全勤，帶領球隊晉身季後賽。棕熊隊最終在準決賽不敵史丹福大學。費素在該賽季是入球第三多的一年級生，並入選Pac-12全新人隊及全聯賽第三隊。
2020年，棕熊隊自2014年來首次奪得Pac-12聯賽冠軍，其中費素在賽季中射入六球，並交出六個助攻。她在季後入選多個最佳陣容，包括全Pac-12聯賽一隊、全太平洋區域一隊、全美二隊。
費素在2021年賽季前宣布將在賽季結束後離隊，參與NWSL選秀。棕熊隊在此賽季成功衛冕冠軍，並在聯賽中未嚐一敗。費素在賽季中以12個入球成為隊內神射手，並再次入選全Pac-12聯賽一隊、全太平洋區域一隊，以及全美三隊。

## 球會生涯

### 堤格雷斯
費素在2021年9月宣布她將放棄最後一年的大學賽季，參與2022年的NWSL選秀。同年12月18日，在2022年NWSL選秀中，她在首輪第5順位被奧蘭多榮耀選中。但她在2022年1月14日宣布她將不會與奧蘭多榮耀簽約，而選擇了離開美國，加盟墨西哥球會堤格雷斯。
2022年1月31日，她在對陣的1–1和局中後備上陣，完成職業生涯地標戰。四日後，她在對陣馬薩特蘭的比賽中首次為球隊正選上陣，並隨即梅開二度，協助球隊以4–2勝出。
費素在2022年秋季聯賽中上陣17次，並射入17球，成為首位奪得墨西哥女子超級足球聯賽金靴獎的外國球員。2023年7月7日，費素在對陣阿美利加的首回合墨超冠中冠賽事中射入兩個入球，令堤格雷斯帶着兩球優勢進入次回合。堤格雷斯最終以總比數3–0勝出奪冠。

### 車路士
2023年8月4日，英女超球會車路士宣布從堤格雷斯簽入費素，合約為期三年，轉會費據報為25萬美元。同年10月1日，費素在對陣熱刺的英女超賽事中上演地標戰，並在比賽第28分鐘首次為球隊入球，協助車路士以2–1擊敗對手。

## 國家隊生涯

### 青年隊
費素曾代表美國各級青年梯隊，包括美國U15、U17、U20。
2016年，費素在2016年中北美洲及加勒比海女子U-15足球錦標賽中代表美國U15奪冠，她在賽事中共射入七球，因而獲選為賽事金球獎得主。
費素在2018年隨美國U17贏得2018年中北美洲及加勒比海女子U-17足球錦標賽，並取得2018年國際足協U-17女子世界盃的參賽資格。美國在U17女子世界盃小組賽中僅獲一勝，在小組墊底出局。球隊唯一的勝仗在喀麥隆身上取得，其中費素在比賽第22分鐘率先為球隊打開紀錄，美國最終以3–0勝出。
2020年，費素隨隊贏得2020年中北美洲及加勒比海女子U-20足球錦標賽，並在賽事中共射入13球，但在射手榜上以一球之差屈居銀靴獎。她在賽事結束後獲選為最佳球員，獲頒賽事金球獎。她在同年獲提名美國足球最佳年輕女子球員，獎項最終由娜歐蜜·格瑪奪得。

### 成年隊
2020年10月，費素首次獲美國成年隊徵召，參與位於科羅拉多州的訓練營。這是美國隊自新冠肺炎疫情開始後的首次國家隊訓練營，費素為被徵召的四位大學球員中最年輕的。
2023年9月，費素第二次獲美國隊徵召，參與對陣南非的兩場熱身賽賽事。同月24日，她在對陣南非的第二場熱身賽中上演國家隊地標戰。同年10月29日，她在出生地聖地牙哥的驍龍體育場射入個人首個國家隊入球，協助球隊以3–0擊敗哥倫比亞。
2024年2月7日，美國臨時總教練徵召費素參加2024年美洲女子金盃。同月19日，費素在參與訓練時前十字韌帶斷裂，因此需要退出賽事陣容。球隊在翌日宣布由取代其位置。

## 個人生活
費素的兩個叔叔安德魯·巴斯科姆和大衛·均曾代表百慕達國家隊。費素曾在2018年中北美洲及加勒比海女子U-17足球錦標賽對陣安德魯的女兒，自己的表親德魯伊·巴斯科姆。

## 生涯統計

### 大學
| 球隊                     | 球季     | 聯賽     | 上陣 | 入球 |
| ------------------------ | -------- | -------- | ---- | ---- |
| 加州大學洛杉磯分校棕熊隊 | 2019     | NCAA D1  | 24   | 14   |
| 加州大學洛杉磯分校棕熊隊 | 2020–21  | NCAA D1  | 16   | 6    |
| 加州大學洛杉磯分校棕熊隊 | 2021     | NCAA D1  | 19   | 12   |
| 生涯總計                 | 生涯總計 | 生涯總計 | 59   | 32   |

### 球會
最後更新：2024年1月14日
| 效力球會 | 球季     | 聯賽     | 聯賽 | 聯賽 | 國家盃賽 | 國家盃賽 | 聯賽盃賽 | 聯賽盃賽 | 洲際賽事 | 洲際賽事 | 季後賽 | 季後賽 | 其他 | 其他 | 總計 | 總計 |
| 效力球會 | 球季     | 聯賽     | 上陣 | 入球 | 上陣     | 入球     | 上陣     | 入球     | 上陣     | 入球     | 上陣   | 入球   | 上陣 | 入球 | 上陣 | 入球 |
| -------- | -------- | -------- | ---- | ---- | -------- | -------- | -------- | -------- | -------- | -------- | ------ | ------ | ---- | ---- | ---- | ---- |
| 堤格雷斯 | 2021–22  | 女子墨超 | 14   | 8    | —        | —        | —        | —        | —        | —        | 4      | 4      | —    | —    | 18   | 12   |
| 堤格雷斯 | 2022–23  | 女子墨超 | 34   | 30   | —        | —        | —        | —        | —        | —        | 10     | 3      | 2    | 2    | 46   | 35   |
| 堤格雷斯 | 總計     | 總計     | 48   | 38   | 0        | 0        | 0        | 0        | 0        | 0        | 14     | 7      | 2    | 2    | 64   | 47   |
| 車路士   | 2023–24  | 女子英超 | 8    | 1    | 1        | 1        | 0        | 0        | 3        | 0        | —      | —      | —    | —    | 12   | 2    |
| 生涯總計 | 生涯總計 | 生涯總計 | 56   | 39   | 1        | 1        | 0        | 0        | 3        | 0        | 14     | 7      | 2    | 2    | 76   | 49   |

1. ↑  於女子墨超（英语：Liga MX Femenil）冠中冠賽事上陣。

### 國家隊
最後更新：2023年12月2日
| 代表國家隊 | 年份 | 上陣 | 入球 |
| ---------- | ---- | ---- | ---- |
| 美國       | 2023 | 3    | 1    |
| 總計       | 總計 | 3    | 1    |

| # | 日期           | 出場數 | 地點                   | 對手     | 入球比數 | 最終比數 | 賽事   | 參考   |
| - | -------------- | ------ | ---------------------- | -------- | -------- | -------- | ------ | ------ |
| 1 | 2023年10月29日 | 2      | 美國聖地牙哥驍龍體育場 | 哥伦比亚 | 1–0      | 3–0      | 熱身賽 | [ 40 ] |

所有比數左側代表科美國，入球比數欄代表費素入球後場上的比數

## 榮譽

### 大學
加州大學洛杉磯分校棕熊隊
- 太平洋十二校聯盟例行賽：2020、2021

### 球會
堤格雷斯
- 墨西哥女子超級足球聯賽：2022秋季（英语：2022–23_Liga_MX_Femenil_season）
- 墨西哥女子超級足球聯賽冠中冠：2023（英语：2022–23_Liga_MX_Femenil_season）[24]

### 國家隊
- 中北美洲及加勒比海女子U-15足球錦標賽：2016（英语：2016_CONCACAF_Girls%27_U-15_Championship）[28]
- 中北美洲及加勒比海女子U-17足球錦標賽：2018（英语：2018_CONCACAF_Women's_U-17_Championship）[30]
- 中北美洲及加勒比海女子U-20足球錦標賽：2020（英语：2020_CONCACAF_Women%27s_U-20_Championship）

### 個人
- 中北美洲及加勒比海女子U-15足球錦標賽金球獎: 2016（英语：2016_CONCACAF_Girls%27_U-15_Championship）[29]
- 中北美洲及加勒比海女子U-15足球錦標賽最佳陣容：2016（英语：2016_CONCACAF_Girls%27_U-15_Championship）[29]
- 中北美洲及加勒比海女子U-20足球錦標賽金球獎：2020（英语：2020_CONCACAF_Women%27s_U-20_Championship）[35]
- 墨西哥女子超級足球聯賽金靴獎：2022秋季（英语：2022–23_Liga_MX_Femenil_season）[22]

## 外部連結
- 米婭·費素在UCLA棕熊隊官網上的球員檔案 （页面存档备份，存于）
- Playmaker Stats資料庫：米婭·費素 （页面存档备份，存于）
- Soccerway資料庫：米婭·費素